# Hanan Ahmed Khaled
Hanan Ahmed Khaled (arabisch حنان أحمد خالد, DMG Ḥanān Aḥmad Ḫālid; * 23. März 1963) ist eine ehemalige ägyptische Leichtathletin, die im Kugelstoßen sowie im Diskuswurf an den Start ging. Sie siegte viermal im Kugelstoßen bei Afrikameisterschaften sowie im Kugelstoßen und im Diskuswurf bei den Afrikaspielen und zählt damit zu den erfolgreichsten Leichtathletinnen ihres Landes.

## Sportliche Laufbahn
Erste internationale Erfahrungen sammelte Hanan Ahmed Khaled im Jahr 1986, als sie bei den Juniorenweltmeisterschaften in Athen mit 11,07 m und 32,36 m jeweils in der Qualifikationsrunde im Kugelstoßen und im Diskuswurf ausschied. Im Jahr darauf gewann sie bei den Arabischen Meisterschaften in Algier mit 13,31 m die Bronzemedaille im Kugelstoßen hinter der Marokkanerin Souad Malloussi und Aïcha Dahmous aus Algerien gewann. Im August gewann sie bei den Afrikaspielen in Nairobi mit 45,12 m die Silbermedaille im Diskuswurf hinter der Kamerunerin Jeanne Ngo Minyemeck, ehe sie bei den Weltmeisterschaften in Rom mit 52,64 m in der Qualifikationsrunde ausschied. 1988 siegte sie bei den Afrikameisterschaften in Annaba mit 15,02 m im Kugelstoßen und gewann im Diskusbewerb mit 47,58 m die Silbermedaille hinter der Nigerianerin Grace Apiafi. Im Jahr darauf gelangte sie bei den Hallenweltmeisterschaften in Budapest mit 15,05 m auf Rang 13 im Kugelstoßen und gewann dann bei den Spielen der Frankophonie in Casablanca mit 50,60 m die Bronzemedaille mit dem Diskus hinter den Französinnen Agnès Teppe und Catherine Beauvais. Daraufhin verteidigte sie bei den Afrikameisterschaften in Lagos mit 14,28 m ihren Titel im Kugelstoßen und gewann im Diskuswurf mit 50,32 m die Silbermedaille hinter der Marokkanerin Zoubida Laayouni. Anschließend siegte sie bei den Arabischen Meisterschaften in Kairo mit 15,00 m und 53,46 m in beiden Bewerben. Beim IAAF World Cup in Barcelona wurde sie mit 13,26 m Neunte. 1990 siegte sie bei den Afrikameisterschaften in Kairo mit 15,21 m im Kugelstoßen und gewann mit dem Diskus mit 49,90 m die Silbermedaille hinter der Marokkanerin Zoubida Laayouni.
1991 siegte sie bei den Afrikaspielen in Kairo mit 14,88 m und 48,32 m im Kugelstoßen und im Diskuswurf, ehe sie auch bei den Arabischen Meisterschaften in Latakia mit 14,50 m 48,00 m jeweils die Goldmedaille gewann. Im August schied sie bei den Weltmeisterschaften in Tokio mit 14,76 m in der Qualifikationsrunde im Kugelstoßen aus. Im Jahr darauf gewann sie bei den Afrikameisterschaften in Belle Vue Maurel mit 15,49 m die Silbermedaille im Kugelstoßen hinter der Marokkanerin Fouzia Fatihi. 1993 gewann sie bei den Arabischen Meisterschaften in Latakia mit 14,38 m und 43,78 m jeweils die Silbermedaille hinter ihrer Landsfrau Wafaa Ismail Baghdadi bzw. der Tunesierin Monia Kari. 1995 gewann er bei den Arabischen Meisterschaften in Kairo mit 15,14 m die Silbermedaille im Kugelstoßen hinter der Marokkanerin Fouzia Fatihi, ehe sie bei den Afrikaspielen in Harare mit 15,29 m die Goldmedaille gewann. Zudem kam sie bei den Weltmeisterschaften in Göteborg mit 14,56 m nicht über die Vorrunde hinaus. Im Jahr darauf siegte sie mit 14,47 m bei den Afrikameisterschaften in Douala und 1997 gewann sie bei den Panarabischen Spielen in Beirut mit 14,69 s die Bronzemedaille im Kugelstoßen hinter ihrer Landsfrau Wafaa Ismail Baghdadi und Nada Kawar aus Jordanien und sicherte sich im Diskusbewerb mit 48,78 m die Silbermedaille hinter der Jordanierin Kawar. Im Jahr darauf gewann sie bei den Arabischen Meisterschaften in Damaskus mit 43,60 m die Silbermedaille mit dem Diskus hinter der Tunesierin Monia Kari. Anschließend gewann sie bei den Afrikameisterschaften in Dakar mit 14,68 m die Bronzemedaille im Kugelstoßen hinter der Südafrikanerin Veronica Abrahamse und Amel Ben Khaled aus Tunesien und sicherte sich im Diskusbewerb mit 42,82 m die Bronzemedaille hinter der Südafrikanerin Elizna Naudé und Caroline Fournier aus Mauritius. Daraufhin trat sie nicht mehr international in Erscheinung.
In den Jahren von 1986 bis 1992 sowie 1994, 1996 und 1997 wurde Ahmed Khaled ägyptische Meisterin im Kugelstoßen sowie von 1994 bis 1997 und 1996, 1997 und 1999 im Diskuswurf und 1998 im Hammerwurf.

## Persönliche Bestleistungen
- Kugelstoßen: ?
- Diskuswurf: ?
- Hammerwurf: ?